# Deux-roues
Un deux-roues est un véhicule muni de deux roues disposées en long et destiné au transport d'une personne, parfois deux et quelques modelés permettent de transporter plus de 2 personnes.
Les deux-roues sont généralement munis d'une selle pour le conducteur et parfois pour un passager, et sont parfois dotés d'un embryon de carrosserie.
Certains deux roues n'ont pas de selle comme les trottinettes ou certains vélo cycles.
On distingue :
- les deux-roues non motorisés : comme la bicyclette, le VTT, ou équipés d'un moteur électrique auxiliaire comme le vélo à assistance électrique ;
- les deux-roues motorisés (moteur thermique ou électrique) : comme le Solex, la mobylette, la moto, le cyclomoteur, le scooter.

## Règlementation
L'usage des deux-roues motorisés est soumis à une réglementation particulière dans le cadre des codes de la route, en fonction de leur cylindrée, notamment selon que celle-ci dépasse ou non le seuil des 50 cm3.
La réglementation impose généralement, comme pour les autres véhicules à moteur, une obligation d'assurance de la responsabilité civile du conducteur et des limites de vitesse en circulation et d'émission de bruit, parfois l'immatriculation du véhicule. Il est interdit de modifier son moteur pour contourner la réglementation et, en cas d'accident ou de simple contrôle de police, le contrevenant s'expose à une amende et au non-remboursement des dommages, les polices d'assurance comportant généralement des clauses d'exclusion.

## Environnement

### Évolution des normes européennes
La norme Euro 1 a remplacé l'ECE 400 en 1999. Les cyclos doivent actuellement[Quand ?] respecter la norme Euro 2, alors que les motos de plus de 50 cm3 doivent respecter l'Euro 4 depuis janvier 2017, la Commission envisage une norme Euro 5 pour 2020.
Les normes imposent une amélioration progressive (94 % de diminution du monoxyde de carbone (CO) entre l'ECE 40 et l'Euro 3 et diminution de moitié des hydrocarbures (HC) et NOx), mais les progrès des deux-roues n'ont pas suivi ceux des voitures et camions. Selon une étude de l'Ademe de mai 2007 (lien non disponible en ligne, consulter l'archive WP), les deux-roues motorisés sont une alternative intéressante à la voiture de par leur plus faibles émissions et consommations.